# Țifești
Țifești es una comuna ubicada en el distrito de Vrancea, Rumania.

## Superficie
Posee una superficie de 77,75 kilómetros cuadrados.

## Demografía
Hasta 2021 la población era de 5028 habitantes, con una densidad de población de 64,67 habitantes por kilómetro cuadrado.